# 1994년 7월
| 1994년: 1월 · 2월 · 3월 · 4월 · 5월 · 6월 · 7월 · 8월 · 9월 · 10월 · 11월 · 12월 |

| <          | 1994년 7월 | 1994년 7월 | 1994년 7월 | 1994년 7월 | 1994년 7월  | >          |
| 일         | 월         | 화         | 수         | 목         | 금          | 토         |
|            |            |            |            |            | 1 5.23 무자 | 2 24 기축  |
| 3 25 경인  | 4 26 신묘  | 5 27 임진  | 6 28 계사  | 7 29 갑오  | 8 30 을미   | 9 6.1 병신 |
| 10 2 정유  | 11 3 무술  | 12 4 기해  | 13 5 경자  | 14 6 신축  | 15 7 임인   | 16 8 계묘  |
| 17 9 갑진  | 18 10 을사 | 19 11 병오 | 20 12 정미 | 21 13 무신 | 22 14 기유  | 23 15 경술 |
| 24 16 신해 | 25 17 임자 | 26 18 계축 | 27 19 갑인 | 28 20 을묘 | 29 21 병진  | 30 22 정사 |
| 31 23 무오 |            |            |            |            |             |            |

| - 7월 8일 - 김일성 편집하기 |

## 1994년7월 8일
- 김일성 사망, 김일성 사망으로 전국민 이슈.

## 1994년7월 17일
- 1994년 FIFA 월드컵에서 승부차기 끝에 브라질이 우승하다.

## 1994년7월 16일
- 슈메이커-레비 9 혜성, 목성 충돌.

## 1994년7월 8일
- 조선민주주의인민공화국의 김일성 주석이 심근경색으로 사망하다.

## 1994년7월 7일
- 아덴이 예멘 군에 점령당하다.

## 1994년7월 2일
- 콜롬비아의 축구 선수 안드레스 에스코바르가 자책골을 넣었다는 이유로 괴한에게 총살당하다.